# Bílovice (okres Uherské Hradiště)
Obec Bílovice (německy Billowitz) se nachází v okrese Uherské Hradiště ve Zlínském kraji. Žije zde přibližně 1 900 obyvatel. Svou polohou tvoří přirozené centrum pro okolní obce Kněžpole, Mistřice, Topolnou a  Nedachlebice.

## Název
Jméno vesnice bylo odvozeno od osobního jména Biel ("bílý"). Původně šlo o pojmenování obyvatel vsi, výchozí tvar Bielovici znamenal "Bielovi lidé".

## Historie
První písemná zmínka o obci pochází z roku 1256, kdy se obec stala lénem olomouckého biskupství. V roce 1366 tu vznikla bílovická farnost zahrnující obce Kněžpole, Mistřice, Topolnou, Nedachlebice, Svárov, Javorovec a Zlámanec. Kostel z druhé poloviny 14. století připomíná gotické okno v presbyteriu a opěrný pilíř na schodišti věže. Ve středu obce stála tvrz, v 16. století byla přestavěna na zámek. V roce 2007 bylo objeveno torzo hlavy boha Januse, když se bouraly farní zdi.

## Pamětihodnosti
- Zámek Bílovice
- Kostel Narození svatého Jana Křtitele
- Sochy svatého Jana Nepomuckého, svatého Vendelína a svatého Antonína

## Galerie

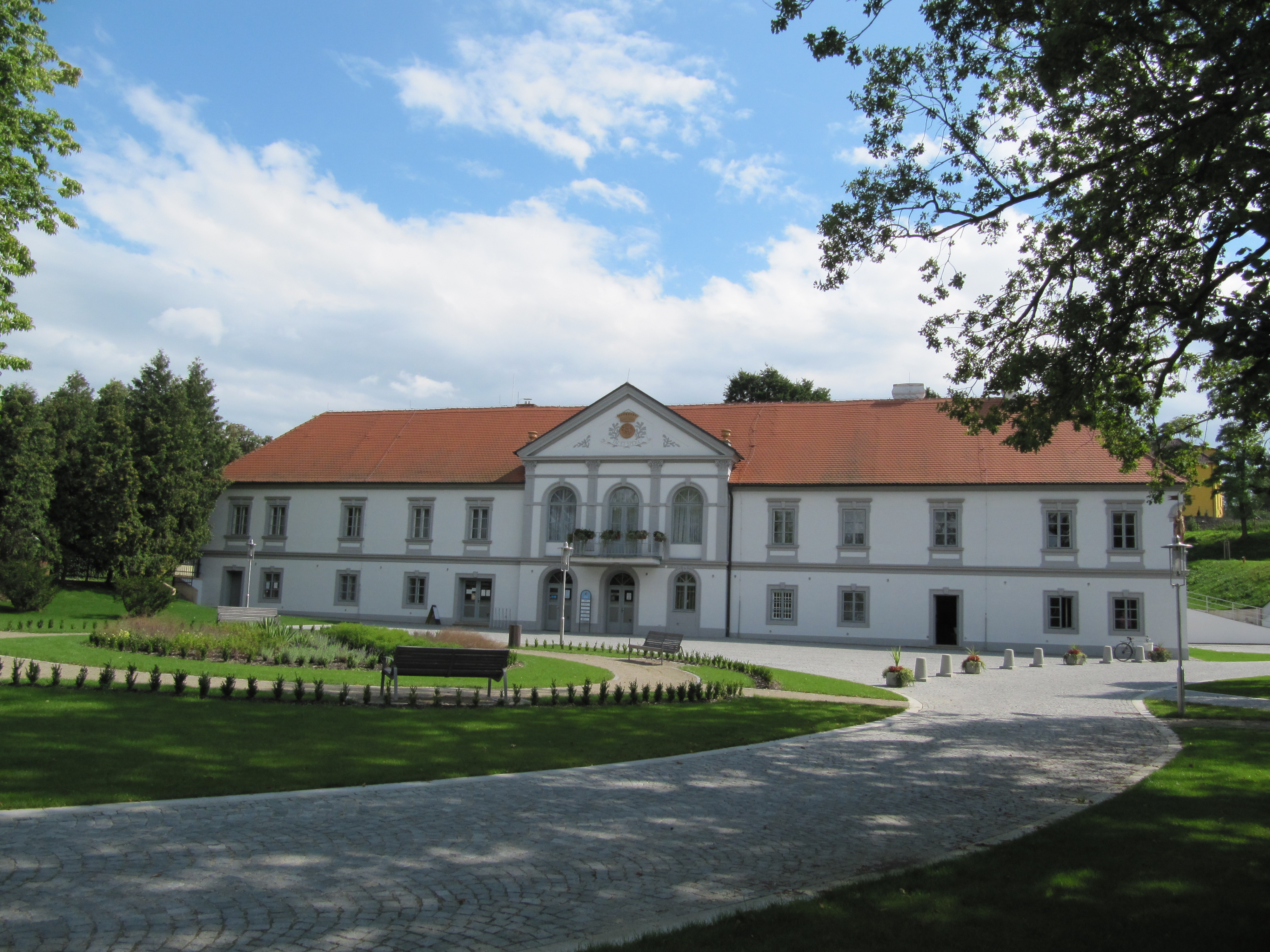
Zámek, sídlo obecního úřadu
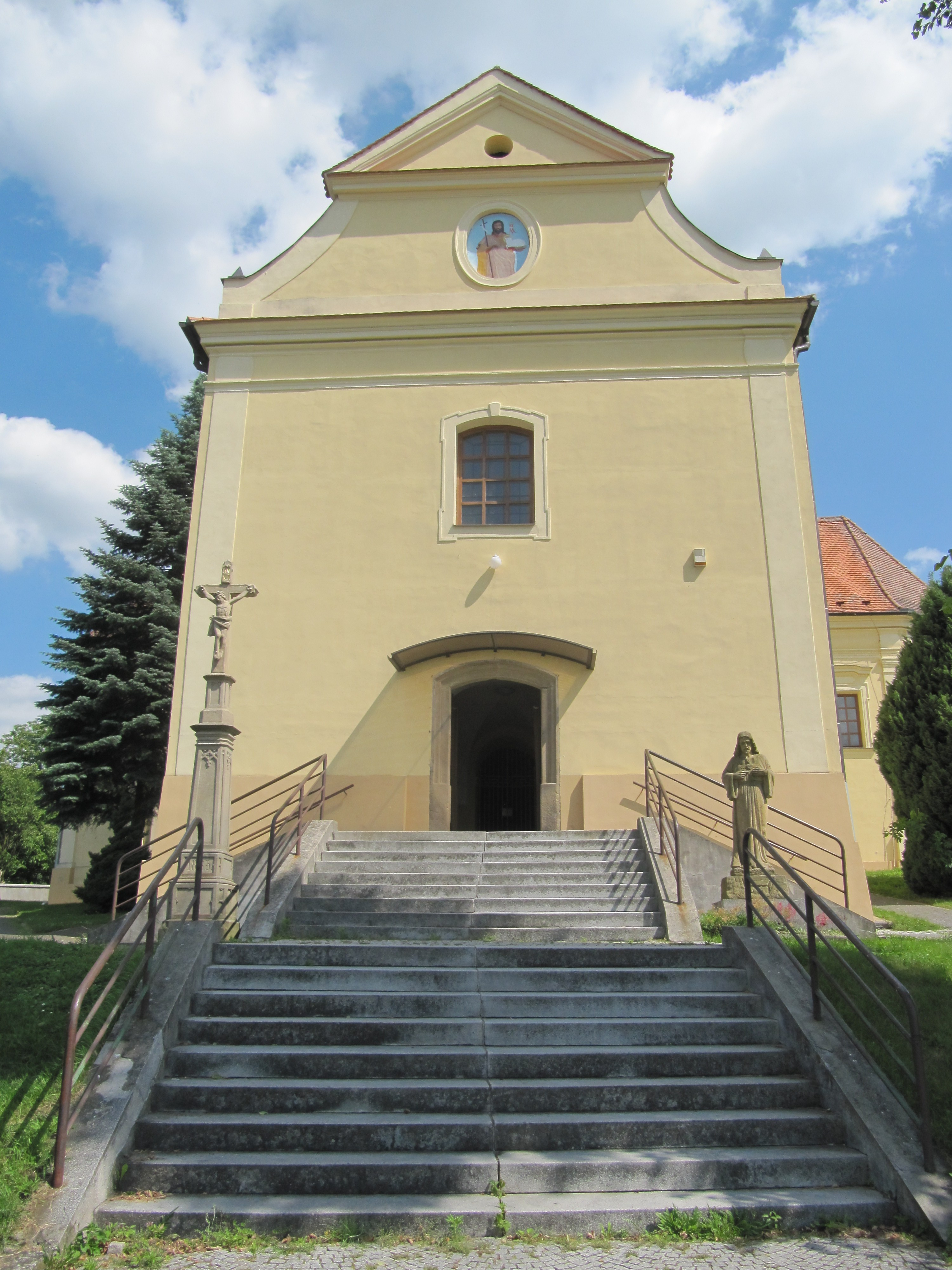
Kostel sv. Jana Křtitele
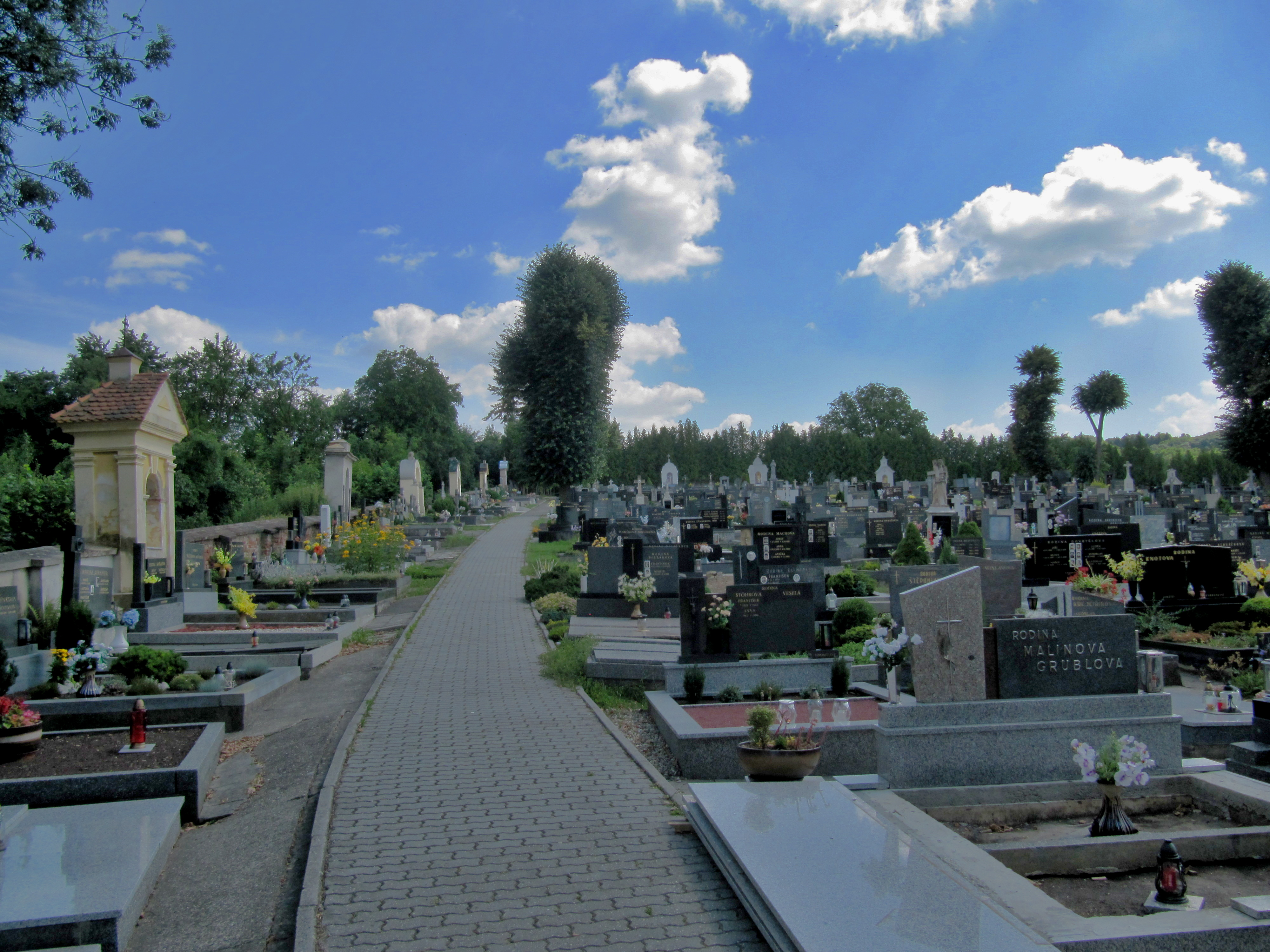
Hřbitov s kapličkami
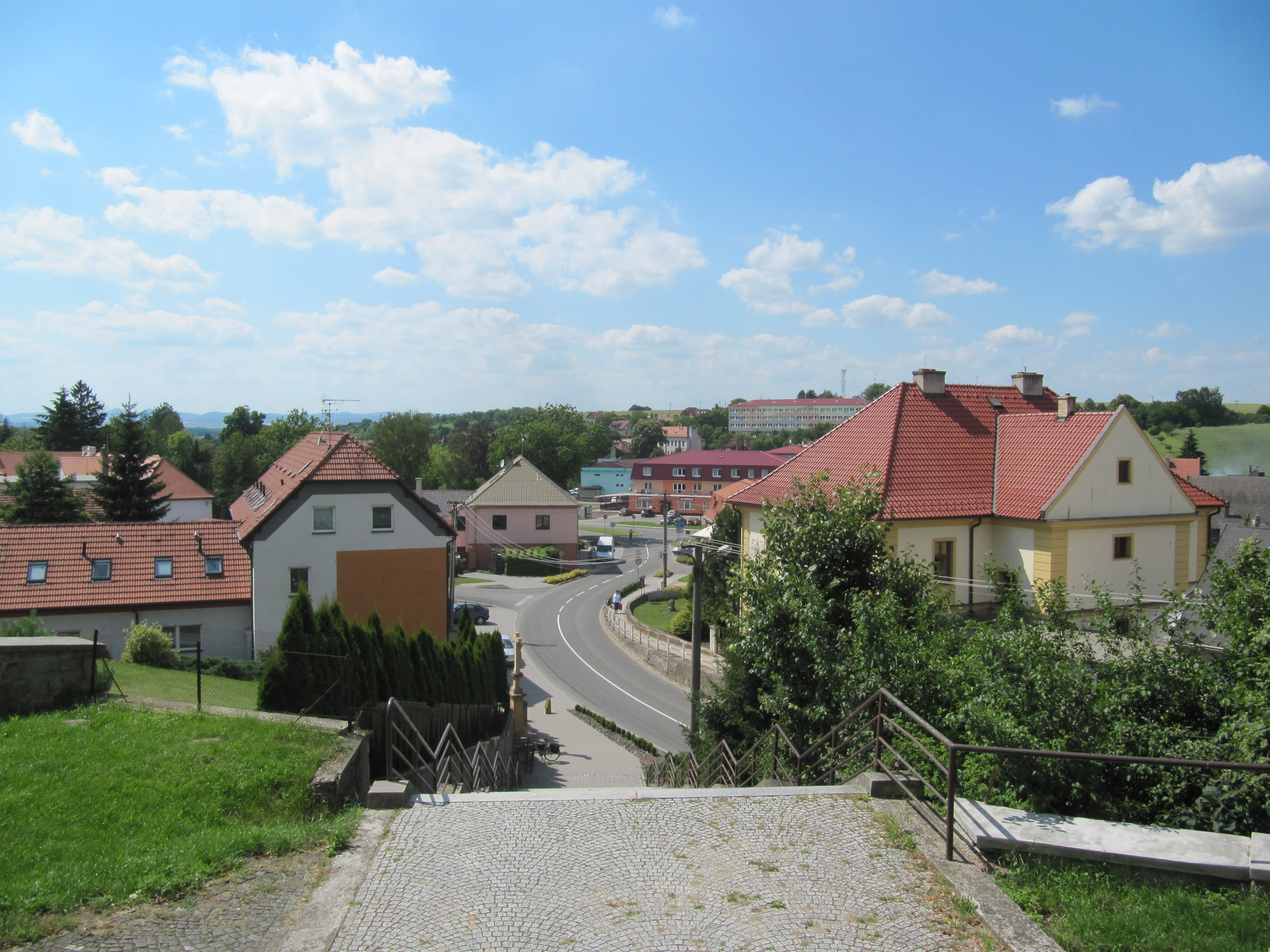
Pohled od kostela

## Osobnosti
- František Chlebus (1847–1916), politik, obecní starosta, moravský zemský poslanec
- Pavel Ambros (* 1955), katolický kněz a člen řádu Tovaryšstva Ježíšova. V letech 1984 až 1985 duchovní správce místní farnosti.
- Josef Červenka (1968–2022), katolický kněz. V letech 1996 až 1997 kaplanem místní farnosti.

## Části obce
- Bílovice
- Včelary